# Resolutie 1720 Veiligheidsraad Verenigde Naties
Resolutie 1720 van de Veiligheidsraad van de Verenigde Naties werd unaniem door de VN-Veiligheidsraad aangenomen op 31 oktober 2006 en verlengde het mandaat van de VN-missie in de Westelijke Sahara met een half jaar.
De ontwerpresolutie bevatte ook een paragraaf die bezorgdheid uitdrukte over schendingen van de mensenrechten van zo'n 260.000 mensen in de Westelijke Sahara door Marokko. Veertien van de vijftien leden van de Veiligheidsraad stemden hiermee in, maar onder druk van Frankrijk werd de paragraaf uiteindelijk weggelaten.

## Achtergrond
Begin jaren 1970 ontstond een conflict tussen Spanje, Marokko, Mauritanië en de Westelijke Sahara zelf over de Westelijke Sahara dat tot dan in Spaanse handen was. Marokko legitimeerde de aanspraak die het maakte op basis van zijn historische banden met het gebied. Nadat Spanje het gebied opgaf bezette Marokko er twee derde van. Het land is nog steeds in conflict met Polisario dat met steun van Algerije de onafhankelijkheid blijft nastreven. Begin jaren 1990 kwam een plan op tafel om de bevolking van de Westelijke Sahara via een volksraadpleging zelf te laten beslissen over de toekomst van het land. Het was de taak van de VN-missie MINURSO om dat referendum op poten te zetten. Het plan strandde later echter door aanhoudende onenigheid tussen de beide partijen waardoor ook de missie nog steeds ter plaatse is.

## Inhoud

### Waarnemingen
De partijen in de Westelijke Sahara en de landen in die regio werden nogmaals opgeroepen te blijven samenwerken met de VN om de impasse in het politieke proces te doorbreken.

### Handelingen
De lidstaten werden opgeroepen bij te dragen aan de financiering van vertrouwensmaatregelen waardoor gescheiden families elkaar konden opzoeken.
Het mandaat van de VN-missie in de Westelijke Sahara, MINURSO, werd vervolgens verlengd tot 30 april 2007.

## Verwante resoluties
- Resolutie 1634 Veiligheidsraad Verenigde Naties (2005)
- Resolutie 1675 Veiligheidsraad Verenigde Naties
- Resolutie 1754 Veiligheidsraad Verenigde Naties (2007)
- Resolutie 1783 Veiligheidsraad Verenigde Naties (2007)

Lijst ·  1652 ·  1653 ·  1654 ·  1655 ·  1656 ·  1657 ·  1658 ·  1659 ·  1660 ·  1661 ·  1662 ·  1663 ·  1664 ·  1665 ·  1666 ·  1667 ·  1668 ·  1669 ·  1670 ·  1671 ·  1672 ·  1673 ·  1674 ·  1675 ·  1676 ·  1677 ·  1678 ·  1679 ·  1680 ·  1681 ·  1682 ·  1683 ·  1684 ·  1685 ·  1686 ·  1687 ·  1688 ·  1689 ·  1690 ·  1691 ·  1692 ·  1693 ·  1694 ·  1695 ·  1696 ·  1697 ·  1698 ·  1699 ·  1700 ·  1701 ·  1702 ·  1703 ·  1704 ·  1705 ·  1706 ·  1707 ·  1708 ·  1709 ·  1710 ·  1711 ·  1712 ·  1713 ·  1714 ·  1715 ·  1716 ·  1717 ·  1718 ·  1719 ·  1720 ·  1721 ·  1722 ·  1723 ·  1724 ·  1725 ·  1726 ·  1727 ·  1728 ·  1729 ·  1730 ·  1731 ·  1732 ·  1733 ·  1734 ·  1735 ·  1736 ·  1737 ·  1738